# سلطان جمعان
سلطان جمعان (انگلیسی: Sultan Waleed Jamaan؛ زادهٔ ۱۴ مهٔ ۱۹۶۲) بازیکن فوتبال اهل قطر است.

## باشگاهی
از باشگاه‌هایی که در آن بازی کرده‌است می‌توان به الخور اشاره کرد.

## تیم ملی
وی همچنین در تیم ملی فوتبال قطر بازی کرده‌است.